# Liukattirivier
De Liukattirivier (Zweeds: Liukattijoki) is een rivier die stroomt in de Zweedse  gemeente Kiruna. De rivier verzorgt de afwatering van het Liukattimeer en stroomt naar het noorden weg. De Liukattitivier is de langste zijrivier van de Luongasrivier en telt mee in diens totale lengte van 40 kilometer.
Afwatering: Liukattirivier → (Luongasrivier) → Torne → Botnische Golf